# Dario Hunt
Dario Nathan Henry Hunt (Colorado Springs, 2 maggio 1989) è un cestista statunitense, di ruolo centro.

## Caratteristiche tecniche
È un cestista particolarmente efficace nei rimbalzi sotto canestro, sia in fase offensiva che in fase difensiva.

## Carriera
Prodotto dell'Università del Nevada-Reno, È stato il primo giocatore della storia della Western Conference della NCAA a segnare 1.000 punti, 1.000 rimbalzi e 250 stoppate nella propria carriera collegiale. Negli anni 2010, 2011, 2012 è stato inserito nel migliore quintetto difensivo della Western Conference della NCAA e oltre che nel secondo migliore quintetto assoluto.
Dal 2012 ha intrapreso la sua carriera in Europa, prima in Ucraina nel BK Odessa poi in Austria nei Güssing Knights. Successivamente è tornato negli Stati Uniti d'America, selezionato dai Rio Grande Valley Vipers per la Lega di Sviluppo NBA dove chiude la stagione 2013-2014 con 21 minuti di utilizzo medio, 8,6 punti e 7,2 rimbalzi a partita.
Nel 2014-15 ha giocato in Italia con l'Orlandina Basket. Nella stagione successiva firma con la Juvecaserta Basket.
Il 28 luglio 2017, torna in Italia dopo una sola stagione, firmando per la Leonessa Brescia. Con la maglia di Brescia, Hunt ha realizzato 11.0 punti e 6.5 rimbalzi a partita nelle 32 partite giocate.
Il 31 luglio 2018, Hunt si sposta in Belgio, firmando con lo Spirou Basket. Nella stagione 2018-19, viene convocato per l'All-Star Game della Pro Basketball League, venendo nominato MVP della partita. Nelle 34 partite di campionato giocate con la maglia dei Karolo, Hunt realizza 12.1 punti, 6.0 rimbalzi e 1.7 assist a partita; nelle sei partite di FIBA Europe Cup Hunt segna 11.2 punti, prende 7.2 rimbalzi con 1.3 assist e 1.2 stoppate.
Il 2 agosto 2019, Hunt sbarca in Australia firmando con i Perth Wildcats, giocando con loro la National Basketball League. Hunt viene liberato dai Wildcats l'8 gennaio 2020, firmando al suo posto Miles Plumlee. Nelle 21 partite giocate, ha chiuso la partita con 8.6 punti, 6.0 rimbalzi e 1.6 assist di media.
Pochi giorni dopo, il 26 gennaio 2020, Hunt firma con il Mornar Bar, squadra militante nel campionato montenegrino ed in ABA Liga, giocando solo una partita prima che la stagione venisse cancellata.
Il 25 agosto 2020, Hunt firma con la Virtus Roma, tornando così a giocare in Serie A. A seguito del ritiro dal campionato a causa di problemi finanziari, Hunt e tutti i suoi compagni alla Virtus si ritrovano senza contratto, firmando così il 14 dicembre 2020 con la Fortitudo Bologna.
Il 10 agosto 2021, Hunt firma con il Promitheas Patrasso. In 25 partite di campionato, Hunt ha 8.1 punti, 3.8 rimbalzi, 1.2 assist e 0.8 stoppate di media, giocando circa 17 minuti a partita.
Il 28 luglio 2022, Hunt torna in Italia firmando con la Pallacanestro Cantù un contratto annuale con un'opzione per la stagione 2023-24.

## Statistiche

### Presenze e punti nei club
Dati aggiornati al 28 luglio 2022.
| Stagione        | Squadra                              | Competizione | Partite | Partite | Partite | Statistiche tiro | Statistiche tiro | Statistiche tiro | Altre statistiche | Altre statistiche | Altre statistiche | Altre statistiche | Altre statistiche |
| Stagione        | Squadra                              | Competizione | Pres.   | Titol.  | Minuti  | Tiri da 2        | Tiri da 3        | Liberi           | Rimb.             | Assist            | Rubate            | Stopp.            | Punti             |
| --------------- | ------------------------------------ | ------------ | ------- | ------- | ------- | ---------------- | ---------------- | ---------------- | ----------------- | ----------------- | ----------------- | ----------------- | ----------------- |
| 2008-2009       | Nevada Wolf Pack                     | NCAA-I       | 34      |         |         | 47/89            | 0/0              | 30/65            | 148               | 16                | 9                 | 67                | 124               |
| 2009-2010       | Nevada Wolf Pack                     | NCAA-I       | 34      |         | 925     | 93/173           | 0/0              | 36/76            | 237               | 30                | 22                | 66                | 222               |
| 2010-2011       | Nevada Wolf Pack                     | NCAA-I       | 32      |         | 951     | 142/279          | 0/0              | 114/164          | 309               | 21                | 20                | 54                | 398               |
| 2011-2012       | Nevada Wolf Pack                     | NCAA-I       | 35      |         | 1.140   | 142/287          | 0/0              | 75/159           | 338               | 55                | 31                | 83                | 359               |
| '12-feb. '13    | BK Odessa                            | USL          | 21      | 17      | 395     | 52/112           | 0/0              | 25/66            | 95                | 11                | 8                 | 12                | 129               |
| feb. '13-'13    | Magnofit Güssinger                   | ÖBB          | 14      | 14      | 435     | 85/150           | 0/0              | 28/67            | 105               | 5                 | 13                | 14                | 198               |
| 2013-2014       | Rio Grande Valley Vipers             | NBA-DL       | 41      | 19      | 872     | 139/267          | 0/0              | 48/88            | 287               | 30                | 19                | 42                | 326               |
| 2014-2015       | Upea Capo d'Orlando                  | Serie A      | 30      | 30      | 800     | 139/252          | 0/0              | 25/82            | 256               | 16                | 18                | 34                | 303               |
| 2015-2016       | Pasta Reggia JuveCaserta             | Serie A      | 29      | 27      | 876     | 155/285          | 0/3              | 29/88            | 286               | 22                | 32                | 40                | 339               |
| 2016-2017       | Nancy Basket                         | Jeep Elite   | 30      | 24      | 757     | 120/222          | 0/0              | 41/96            | 216               | 42                | 9                 | 23                | 281               |
| 2017-2018       | Germani Basket Brescia               | Serie A      | 32      | 26      | 774     | 171/302          | 0/1              | 34/99            | 208               | 33                | 23                | 32                | 352               |
| 2018-2019       | Proximus Spirou Charleroi            | BSL          | 34      | 32      | 828     | 155/285          | 0/3              | 69/131           | 203               | 57                | 25                | 28                | 411               |
| 2019-2020       | Perth Wildcats                       | NBL          | 21      | 13      | 398     | 75/124           | 0/0              | 30/53            | 123               | 37                | 5                 | 14                | 180               |
| 2019-2020       | KK Mornar                            | ABA Liga     | 4       | 2       | 50      | 7/14             | 0/0              | 0/2              | 9                 | 2                 | 2                 | 1                 | 14                |
| 2020-2021       | Fortitudo Kontatto Bologna           | Serie A      | 18      | 16      | 424     | 79/132           | 0/0              | 24/45            | 101               | 20                | 11                | 12                | 182               |
| 2021-2022       | Promitheas Patrasso                  | HEBA A1      | 25      | 5       | 445     | 85/129           | 0/0              | 33/69            | 96                | 31                | 9                 | 19                | 203               |
| 2022-2023       | Acqua S.Bernardo Pallacanestro Cantù | Serie A2     | 0       | 0       | 0       | 0/0              | 0/0              | 0/0              | 0                 | 0                 | 0                 | 0                 | 0                 |
| Totale carriera |                                      |              |         |         |         |                  |                  |                  |                   |                   |                   |                   |                   |